# Frame Arms
Frame Arms (フレームアームズ?, Furēmu Āmuzu) è una linea di modellini di Kotobukiya, da cui sono stati tratti un manga serializzato sul Comp Ace di Kadokawa Shoten tra il 2016 e il 2017 e una serie televisiva anime, coprodotta da Zexcs e Studio A-Cat, trasmessa in Giappone dal 3 aprile al 19 giugno 2017.

## Personaggi
Ao Gennai (源内 あお?, Gennai Ao)
Doppiata da: Yōko Hikasa
Gōrai (轟雷?)
Doppiata da: Narumi Kaho
Stylet (スティレット?, Sutiretto)
Doppiata da: Yū Ayase
Baselard (バーゼラルド?, Bāzerarudo)
Doppiata da: Rika Nagae
Shiro (シロ?) / Kuro (クロ?, Kuro)
Doppiata da: Erii Yamazaki
Architect (アーキテクト?, Ākitekuto)
Doppiata da: Hibiku Yamamura
Jinrai (迅雷?)
Doppiata da: Minami Kabayama
Hresvelgr (フレズヴェルク?, Furezuveruku)
Doppiata da: Rika Abe

## Media

### Manga
Un adattamento manga di Tsuneo Tsuneishi, intitolato Frame Arms Girl: Lab Days (フレームアームズ・ガール ラボ・デイズ?, Furēmu Āmuzu Gāru: Rabo Deizu), è stato serializzato sulla rivista Comp Ace di Kadokawa Shoten tra il 26 dicembre 2016 e il 25 novembre 2017. Un volume tankōbon è stato pubblicato il 10 aprile 2017.

#### Volumi
| Nº | Data di prima pubblicazione | Data di prima pubblicazione | Data di prima pubblicazione |
| Nº | Giapponese                  | Giapponese                  |                             |
| -- | --------------------------- | --------------------------- | --------------------------- |
| 1  | 10 aprile 2017              | ISBN 978-4-04-105440-6      |                             |

### Anime
Annunciato il 25 novembre 2016 da Kotobukiya all'evento Anime Festival Asia Singapore, un adattamento anime, intitolato Frame Arms Girl (フレームアームズ・ガール?, Furēmu Āmuzu Gāru) e diretto da Keiichirō Kawaguchi presso Zexcs e Studio A-Cat, è andato in onda dal 3 aprile al 19 giugno 2017. La composizione della serie è stata affidata a Deko Akao, mentre la colonna sonora è stata composta da Keigo Hoashi e Kakeru Ishihama. Le sigle di apertura e chiusura sono rispettivamente Tiny Tiny di Rie Murakawa e Fullscratch Love delle FA Girls. In varie parti del mondo gli episodi sono stati trasmessi in streaming in simulcast da Anime Network; in particolare, in America del Nord i diritti sono stati acquistati da Sentai Filmworks.

#### Episodi
| Nº | Titolo italiano (traduzione letterale) Giapponese 「Kanji」 - Rōmaji | In onda        | In onda |
| Nº | Titolo italiano (traduzione letterale) Giapponese 「Kanji」 - Rōmaji | Giapponese     |         |
| 1  | Gōrai 「轟雷」 - GōraiStylet e Baselard 「スティレットとバーゼラルド」 - Sutiretto to Bāzerarudo | 3 aprile 2017  |         |
| 2  | Una Sty-ko che non può volare andrà bene come Sty-ko? 「飛べないスティ子はスティ子でいいのかな？」 - Tobenai Suti-ko wa Suti-ko de ii no kana?Faccio le pulizie! 「お掃除するぞ！」 - Osōji suru zo! | 10 aprile 2017 |         |
| 3  | Andiamo a scuola 「学校に行こう」 - Gakkō ni ikōSono arrivate le sorelle Materia 「マテリア姉妹がやってきた」 - Materia shimai ga yattekita                                                          | 17 aprile 2017 |         |
| 4  | Appare Jinrai! 「迅雷参上！」 - Jinrai sanjō!Fare una stanza! 「お部屋作り！」 - Oheya tsukuri! | 24 aprile 2017 |         |
| 5  | Architect, avvio 「アーキテクト・起動」 - Ākitekuto kidōGara di commissioni 「おつかいレース」 - Otsukai rēsu                                                                                        | 1º maggio 2017 |         |
| 6  | Il festival dei fuochi d'artificio e sentimenti 「感じて花火大会」 - Kanjite hanabi taikaiAndiamo a scuola 2 「学校に行こう2」 - Gakkō ni ikō 2                                                      | 8 maggio 2017  |         |
| 7  | Vs Hresvelgr 「VSフレズヴェルク」 - VS FurezuverukuLa prima storia delle F.A. Girls 「FAガールはじめて物語」 - FA Gāru hajimete monogatari                                                           | 15 maggio 2017 |         |
| 8  | Raduno 「決起集会」 - Kekki shūkaiCenni d'autunno… 「秋に呼ばれて…」 - Aki ni yobarete… | 22 maggio 2017 |         |
| 9  | Ah, prenderò il raffreddore 「あお、風邪をひく」 - Ao, kaze o hikuAnche domani insieme 「あしたもいっしょに」 - Ashita mo issho ni                                                                   | 29 maggio 2017 |         |
| 10 | Giornata di pentole 「鍋のある日」 - Nabe no aru hiBattaglia! Battaglia!! Battaglia!!! 「バトル！バトル！！バトル！！！」 - Batoru! Batoru!! Batoru!!!                                               | 5 giugno 2017  |         |
| 11 | L'altro lato di quel sentimento 「その気持ちの裏側に」 - Sono kimochi no uragawa niSentō! Battaglia!? 「銭湯！戦闘！？」 - Sentō! Sentō!?                                                            | 12 giugno 2017 |         |
| 12 | Ultima battaglia 「ラストバトル」 - Rasuto BatoruUn regalo per te 「君に贈るもの」 - Kimi ni okuru mono                                                                                              | 19 giugno 2017 |         |